# 107-я гвардейская ракетная бригада
107-я гвардейская ракетная Мозырская ордена Ленина, Краснознамённая бригада (107 рбр, в/ч 47062) — ракетное соединение Сухопутных войск Вооружённых сил Российской Федерации. Бригада дислоцируется в г. Биробиджан в Еврейской автономной области.
Соединение находится в составе 35-й общевойсковой армии Восточного военного округа.

## История
Ракетная бригада образована в 1953 году в с. Капустин Яр и первоначально носило наименование как «77-я инженерная бригада РВГК». С 1960 года было 23-й ракетной бригадой, а с 1992 года имеет нынешний номер. 
Наименования соединения:
- 1953—1958 — 77-я инженерная бригада РВГК
- 1958—1960 — 77-я инженерная бригада
- 1960—1992 — 23-я ракетная бригада
- 1992 — н. в. — 107-я ракетная бригада

В 1997 году получило регалии расформированной в этом же году 4-й ракетной Мозырской ордена Ленина, Краснознамённой бригады 5-й общевойсковой армии и, таким образом, является преемником 6-й артиллерийской дивизии прорыва РВГК времён Великой Отечественной войны, унаследовав исторический формуляр, почётное наименование, знамя, награды и боевую славу дивизии. 6-я артиллерийская дивизия прорыва РВГК была сформирована в 1942 г. в г. Рублёве. За успешное выполнение боевых задач в ходе Калинковичско-Мозырской операции получила почётное наименование «Мозырская». Пять военнослужащих дивизии удостоены звания Героя Советского Союза. 6-я ад была расформирована в 1960 году.
Бригада дислоцировалось с 1953 года в Прикарпатский военный округ (ПрикВО), в посёлке Белокоровичи Житомирской области. 28 июля 1960 года 77-я ибр была преобразована в 23-ю ракетную бригаду, а в мае 1961 года она переехала в Кёнигсбрюк в Группе советских войск в Германии (ГСВГ). В 1962 году она состояла из 106-го и 160-го отдельных ракетных дивизионов и технической батареи: 106-й в Мейссене и 160-й в Бишофсверде. В августе 1963 года 273-й дивизион прибыл в Кёнигсбрюк, увеличив численность дивизионов до трёх. В 1975 году 106-й дивизион переехал в Кенигсбрюк. В период с 23 июня по 17 июля 1981 года бригада была переведена в Биробиджан в зону командования Дальневосточного военного округа (ДальВО), где она стала частью 43-го армейского корпуса. Подразделения бригады были расположены в Семисточном, недалеко от Биробиджана. В октябре 1989 года, когда корпус был распущен, 23-я рбр перешла в состав 35-й армии.
Указом Президента Российской Федерации от 25 августа 2023 года 107-й ракетной бригаде было присвоено почётное наименование «гвардейская».

## Вооружение
Ракетное соединение вооружено оперативно-тактическими ракетными комплексами 9К720 «Искандер». С 1998 по 2013 год бригада была вооружена тактическими ракетными комплексами 9К79-1 «Точка-У». Первоначально была оснащена комплексами Р-11, а через два года её перевооружили и до 1998 года соединение оснащалось ОТРК 9К72 «Эльбрус». Первые пуски из «Искандер» состоялись в ходе учений «Восток-2014».

## Галерея

107-я ракетная бригада в ходе стратегических командно-штабных учений «Восток-2014»
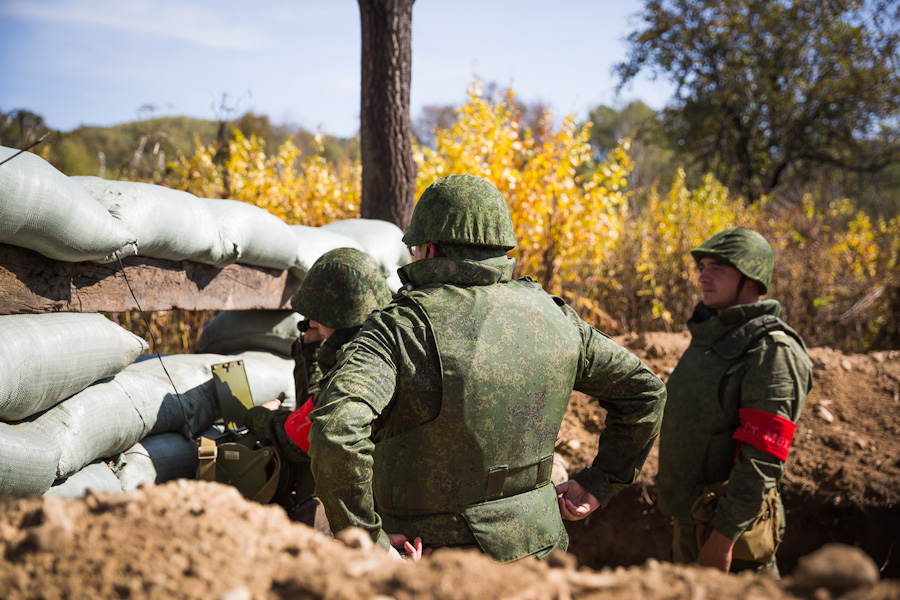
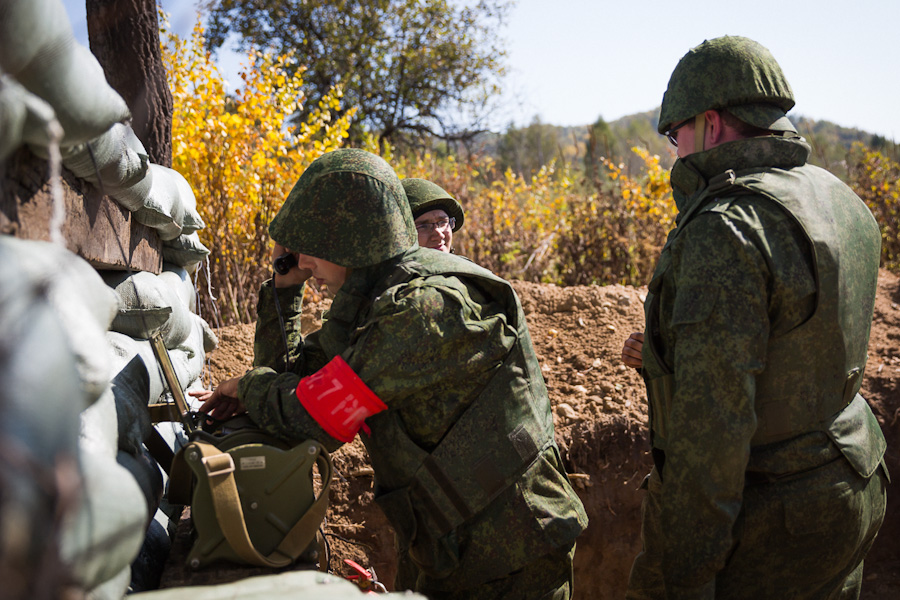
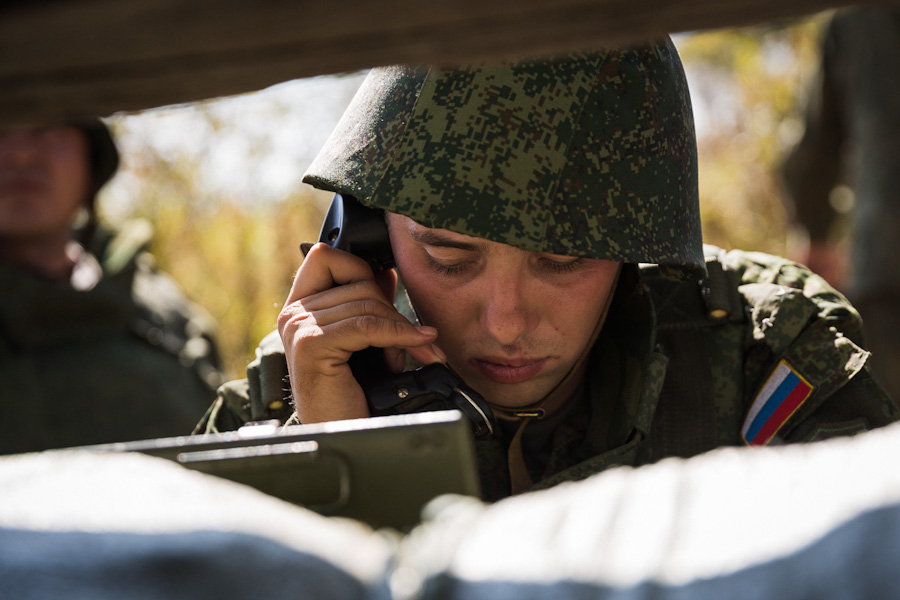
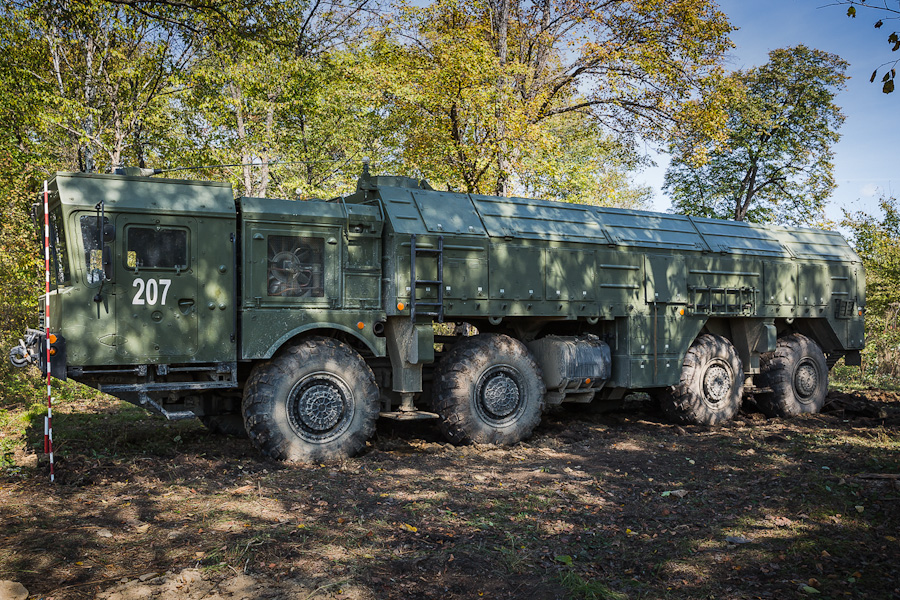
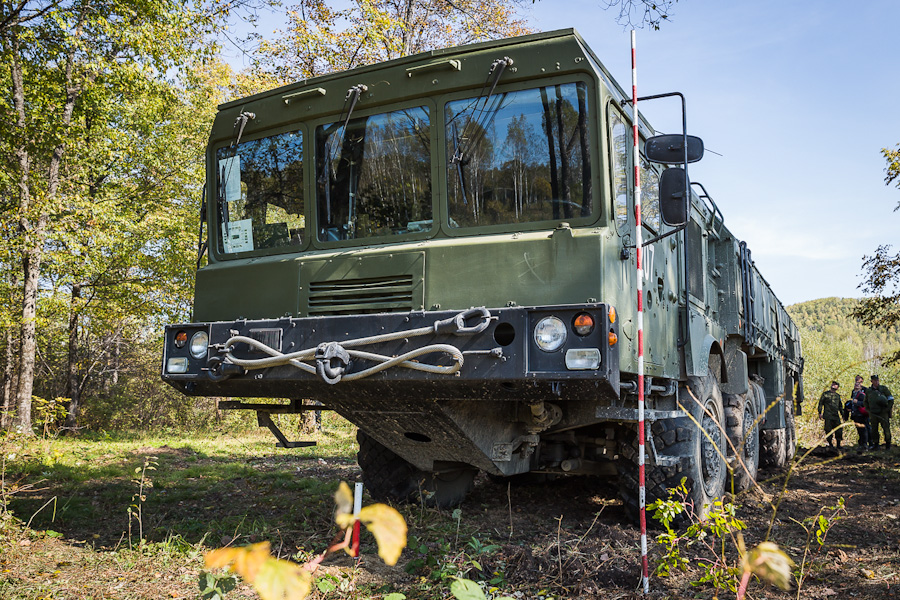
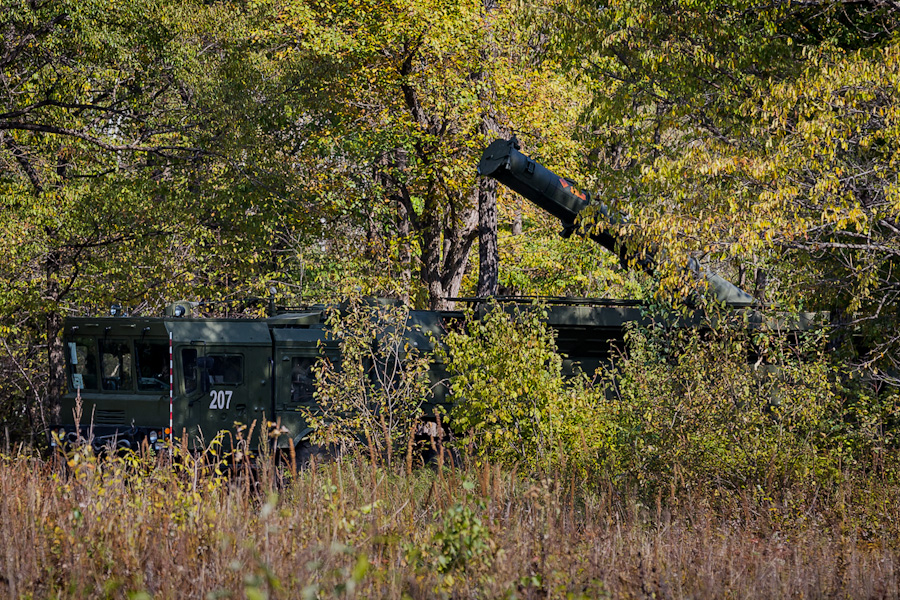
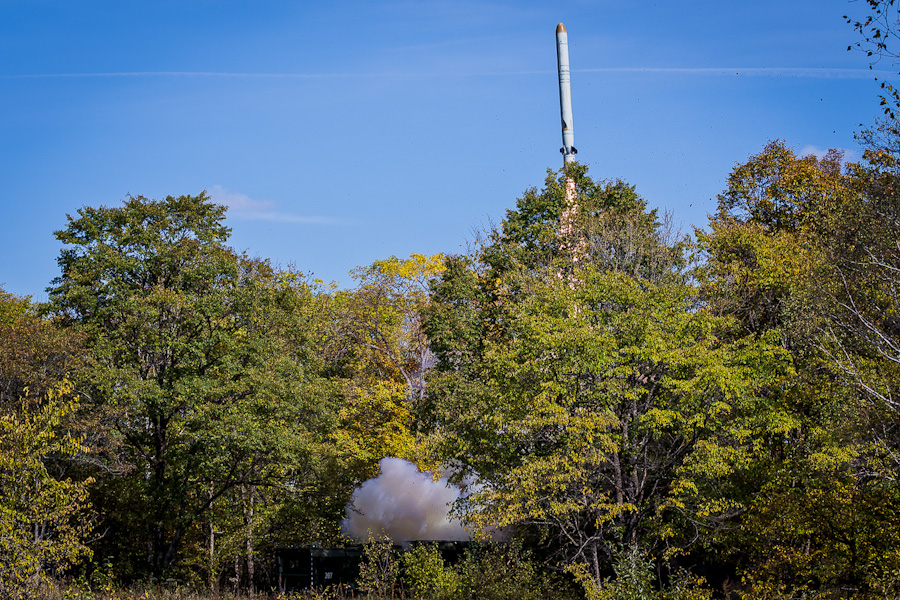
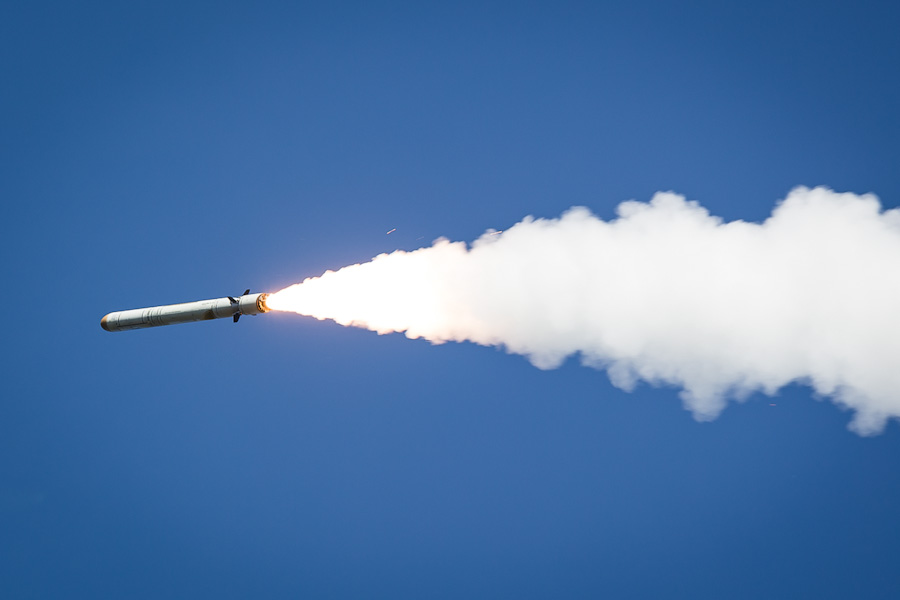